# 더크 젠틀리의 성스러운 탐정 사무소
더크 젠틀리의 성스러운 탐정 사무소(영어: Dirk Gently's Holistic Detective Agency)는 더글러스 애덤스가 쓴 판타지 유머 추리소설로, 1987년에 출판되었다. 
이 책은 후속으로 영혼의 길고 암울한 티타임이 있지만, 후속에 나오는 등장인물은 더크 젠틀리와 그의 비서 재니스 피어슨, 그리고 질크스 경사밖에 없다. 더글러스 애덤스가 사망하기 전에, 애덤스는 이 시리즈의 3부인 The Salmon of Doubt이란 소설을 쓰는 걸 시작하였다.
원제의 정확한 번역은 더크 젠틀리의 전체론적 탐정 사무소이지만, 이덴슬리벨에서 출판한 한글어 판의 제목은 더크 젠틀리의 성스러운 탐정 사무소로 오역하였다.

## 전체적인 줄거리
더크 젠틀리의 성스러운 탐정사무소의 줄거리는 이야기의 중추적인 부위에 자리잡은 시간 여행이란 주제 때문에 줄거리가 이어져 있지 않다.
40억년전 지구에서, 사락사라의 사람들이 자신들만의 낙원을 만들기 위해 지구에 착륙하였다. 그러나, 기술자의 게으름으로 인해서 착륙선은 폭발하였으며, 안에 타고 있던 사락사라 사람들은 모두다 죽어버렸으며 그 폭발에 의한 에너지가 아미노산을 만들어 지구에 생명이 생기게 되었다. 그 게으른 엔지니어는 유령이 되어 그가 저지른 잘못을 돌리기 위해 돌아다니면서, 인류의 발전에 영향을 미쳐왔다. 1800년 초에 유령은 케임브리지 세인트 체드 단과대학의 리즈 교수가 타임머신을 가졌다는 걸 알게 되고, 리즈교수를 손에 넣으려고 하였으나 실패하고 만다. 그리고 유령은 새뮤얼 테일러 콜리지에게 붙어, 그의 시 쿠빌라이 칸과 늙은 뱃사람의 노래에 착륙선을 고칠방법을 적게 만든다. 유령은 200여 년 동안 콜리지의 작품에 감명을 받은 영혼을 찾아다녔으며, 21세기무렵 마이클 웬튼 윅스라는 전 예술잡지 편집장을 찾게 된다. 유령은 마이클이 콜리지의 작품을 읽게 만들었으며, 그를 조종하기 위해 마이클로 하여금 마이클의 후임 편집장인 알버트 로스를 살해하게 된다.
유령의 다음 행동은 다른 사람에게 영향을 끼칠 숙주를 찾는 일이었다. 리즈는 어린 소녀를 재미있게 해주기 위해 타임머신을 가동하였으며, 유령이 사용하기 위해 데려온 전자 수도사는 웨이포인트 테크놀러지 II의 사장인 고든 웨이를 죽여버린다. 리즈의 학생이었으며, 웨이포인트 테크놀러지 II의 컴퓨터 프로그래머인 리처드 맥더프는 그의 여자친구인 수잔 웨이의 집의 자동응답기에 저장된 메시지를 지우기 위해서 몰래 집에 침입하게 되는데, 그때 맥더프는 알지 못하게 유령에게 이용되었다.
이건 만물의 상호 연관성을 믿는 맥더프의 친구인 더크 젠틀리를 끌여들이게 되었다. 더크 젠틀리와 맥더프는 여럿 우연한 장소에서 정보를 얻고, 유령이 개입했다는 것과, 리즈 교수가 타임머신을 가졌다는 걸 알게 된다. 그들은 리즈교수를 찾아가게 되었고, 리즈 교수는 타임머신이 있다는 걸 그들에게 말해준다. 그때, 그들은 유령에 빙의된 마이클을 만나게 되고, 보호장구를 갖춘 마이클은 교수에게 부탁하여 40억년 전으로 거슬러 올라가게 된다.
마이클이 우주선을 수리하러 밖에 나가고, 리처드는 현대의 수잔으로부터 마이클이 로스를 살해했다는 전화를 받게 된다. 더크는 유령이 마이클을 조종하기 위해 로스를 살해했다고 추리하게 된다. 더크는 유령을 막지 못한다면 인류가 없어질 것이고, 사락사라인들이 지구를 차지하게 될거라고 경고하게 된다. 리즈교수는 더크 젠틀리를 데리고 1800년대로 데리고 간다. 거기서 더크는 콜리지에게 폴락에서 콜리지를 취재하러 왔다고 하고, 그가 착륙선을 고칠방법을 적지 못하게 막아 유령의 계획을 저지하게 된다. 현대로 돌아온 더크 젠틀리는 그가 맡고 있던 고양이 실종 사건이 없다는 걸 알게 되고, 비서에게 "인류를 멸종위기에서 구했음 - 무료"라고 청구서를 보내라고 지시한후 밖으로 나가게 된다.

## 주요 등장인물
- 더크 젠틀리 (Dirk Gently, 본명은 스블라드 체일리(Svlad Cjelli) : 만물의 상호 연관성을 탐색하는 탐정 사무소를 운영하고 있다. 그의 탐정사무소는 실종된 고양이 찾기와 귀찮은 이혼문제 전문이다. 리처드와 같은 대학교를 나왔으나, 엄청난 우연으로 대학시험 문제와 정답을 때려맞춰서 감옥에 갔다온 전과가 있다.
- 리처트 맥더프(Richard MacDuff) : 웨이포워드 테크놀러지 II에 근무하는 젊은 소프트웨어 공학자이다. 그는 스프레드시트의 숫자를 음표로 변환하는 찬가 프로그램을 개발하여 명성을 쌓았지만, 찬가 2.0을 내놓으라는 고든의 압박에도 불구하고 아직 찬가 2.0을 내놓지 않고 있다.
- 리즈 교수(어반 크로노티스 왕실 연대기 교수(Professor Urban Chronotis, the Regius Professor of Chronology) : 리처드가 수학한 대학교의 노교수로, 케임브리지 세인트 체드 단과대학교의 명예교수이다. 그는 어린애들에게 장난을 치는 경향이 있으며, 기억력이 나쁘며, 타임머신을 가지고 있다.
- 고든 웨이(Gordon Way) : 웨이포워드 테크놀러지II의 창립자로, 찬가 2.0을 내놓지 않는 리처드를 닥달하며, 특별히 나타나는 이유가 없이 사망하게 되며, 유령이 되어 수잔의 자동응답기에 메시지를 남기게 된다.
- 수잔 웨이(Susan Way) : 고든 웨이의 여동생이며, 첼로 연주가인 동시에 맥더프의 여자친구이기도 하다.
- 전자 수도사(Electric Monk) : 주인의 신념을 대신 믿어주는 인간형 로봇이다. 비디오 녹화기에 잘못 연결되어 TV의 모든것을 믿어버리게 되어 버려지게 된다. 전자 수도사는 말을 가지고 있는데, 말이 매우 싸기 때문에 주인이 그냥 무시하였다. 지구에 도착한 전자 수도자는 여럿 우스꽝스러운 불운을 당하게 된다.
- 마이클 웬튼 윅스(Michael Wenton-Weakes) : 출판업계의 큰 손인 아버지에게서 예술잡지 편집장을 얻어 냈으나, 방만한 경영으로 인해서 말아먹게 된다. 그 예술잡지를 고든 웨이가 구매하여 알버트 로스를 기용하게 된다.
- 새뮤얼 테일러 콜리지 : 아편쟁이로, 소설에선 그가 세인트 체드 대학에서 나왔다고 한다. 그의 시중 쿠빌라이 칸과 늙은 뱃사람의 노래가 소설의 주요 부분을 차지하지만, 이 시의 의의는 책의 끝까지 가서도 드러나지 않는다.

## 주요 주제
더크 젠틀리의 탐정 사무소의 주된 주제는 만물의 상호 연관성이다 James Gleick같은 저술자가 알기쉽게 서술한 혼돈 이론이 소설상에서 적당하게 등장하게 되며, 소설의 제목은 전체론에서 따왔다. 소설에서는 또한 EPR 역설같은 양자 역학내용도 등장한다.